# Ministério da Educação e Cultura (Portugal)
O Ministério da Educação e Cultura foi a designação de um departamento dos I, II, III, IV e V Governos Provisórios e dos II, III e X Governos Constitucionais de Portugal.

## Ministros
Os titulares do cargo de ministro da Educação e Cultura foram:
| Período     | Ministro                              | Governo                    |
| ----------- | ------------------------------------- | -------------------------- |
| 1974        | Eduardo Correia                       | I Governo Provisório       |
| 1974        | Vitorino Magalhães Godinho            | II Governo Provisório      |
| 1974        | Vitorino Magalhães Godinho            | III Governo Provisório     |
| 1974        | Vasco Gonçalves (interino)            | III Governo Provisório     |
| 1974        | Rui Grácio (por delegação de funções) | III Governo Provisório     |
| 1974 – 1975 | Manuel Rodrigues de Carvalho          | III Governo Provisório     |
| 1975        | José Emílio da Silva                  | IV Governo Provisório      |
| 1975        | José Emílio da Silva                  | V Governo Provisório       |
| 1978        | Mário Sottomayor Cardia               | II Governo Constitucional  |
| 1978        | Carlos Lloyd Braga                    | III Governo Constitucional |
| 1985 – 1987 | João de Deus Pinheiro                 | X Governo Constitucional   |